# Кјузавекија
Кјузавекија (итал. Chiusavecchia) је насеље у Италији у округу Империја, региону Лигурија.
Према процени из 2011. у насељу је живело 359 становника. Насеље се налази на надморској висини од 145 м.

## Становништво
| 1936. | 1951. | 1961. | 1971. | 1981. | 1991. | 2001. | 2011. |
| ----- | ----- | ----- | ----- | ----- | ----- | ----- | ----- |
| 565   | 612   | 546   | 455   | 449   | 408   | 476   | 565   |